# Distrito de Lebern
El distrito de Lebern es uno de los diez distritos del cantón de Soleura (Suiza), ubicado al sur del cantón. Tiene una superficie de 117,34 km². La capital del distrito es la ciudad Grenchen.

## Geografía
El distrito de Lebern hace parte de la región administrativa y círculo electoral de Lebern-Soleura junto con el distrito de Soleura. Limita al norte con el distrito de Thal, al este con Alta Argovia (BE), al sur con Wasseramt, Soleura y Bucheggberg, al suroeste con Seeland (BE), al oeste y noroeste con Jura bernés (BE).

## Historia
Bailía de Soleura de 1400 a 1798, parte del distrito de Biberist (1798-1831), tras lo cual se convierte en distrito de Soleura. 
El distrito resulta de las antiguas bailías de Lebern (Grenchen, Bettlach, Selzach y Lommiswil) y Flumenthal (anexada al distrito de Biberist en 1798). Soleura compra Grenchen (separada de la señoría de Büren) en 1388 y 1393, la señoría de Altreu (que así como Grenchen pertenecía a los Condes de Neuchâtel) en 1389 y Balm (llamado Flumenthal desde 1490 aprox.) en 1411. 
Soleura debe ceder dos localidades: Wesdelswil, cerca de Sankt Niklaus y Gurzelen, entre Soleura y Bellach. Las parroquias de Grenchen, Selzach, Oberdorf y Flumenthal son anteriores al año 1600. La industria relojera se estableció en Lebern a mediados del siglo XIX, luego una fábrica de instrumentos quirúrgicos, la fábrica de celulosa de Attisholz, así como la central eléctrica de Flumenthal.
La autopista A5 Soleura - Biel/Bienne data de 2002. En la Edad Media, el nombre de Lebern designaba también la primera cadena del Jura entre Ginebra y Windisch. A continuación se convirtió en el equivalente del francés Jura y, en 1815, Berna decide llamar Lebergisch Ämter los territorios del Obispado de Basilea que le habían sido atribuidos (Jura bernés).

## Comunas
| Distrito de Lebern        | Distrito de Lebern     | Distrito de Lebern |
| Comunas                   | Población (31.12.2014) | Superficie km²     |
| ------------------------- | ---------------------- | ------------------ |
| Balm bei Günsberg         | 196                    | 5.46               |
| Bellach                   | 5165                   | 5.28               |
| Bettlach                  | 4855                   | 12.20              |
| Feldbrunnen-Sankt Niklaus | 969                    | 2.47               |
| Flumenthal                | 967                    | 3.09               |
| Grenchen                  | 16 480                 | 26.08              |
| Günsberg                  | 1151                   | 5.28               |
| Hubersdorf                | 718                    | 1.40               |
| Kammersrohr               | 33                     | 0.94               |
| Langendorf                | 3786                   | 1.93               |
| Lommiswil                 | 1440                   | 5.76               |
| Oberdorf                  | 1659                   | 11.94              |
| Riedholz                  | 2302                   | 7.20               |
| Rüttenen                  | 1489                   | 8.80               |
| Selzach                   | 3221                   | 19.51              |
| Total (15)                | 44 431}}               | 117.34             |

## Cambios desde 2000

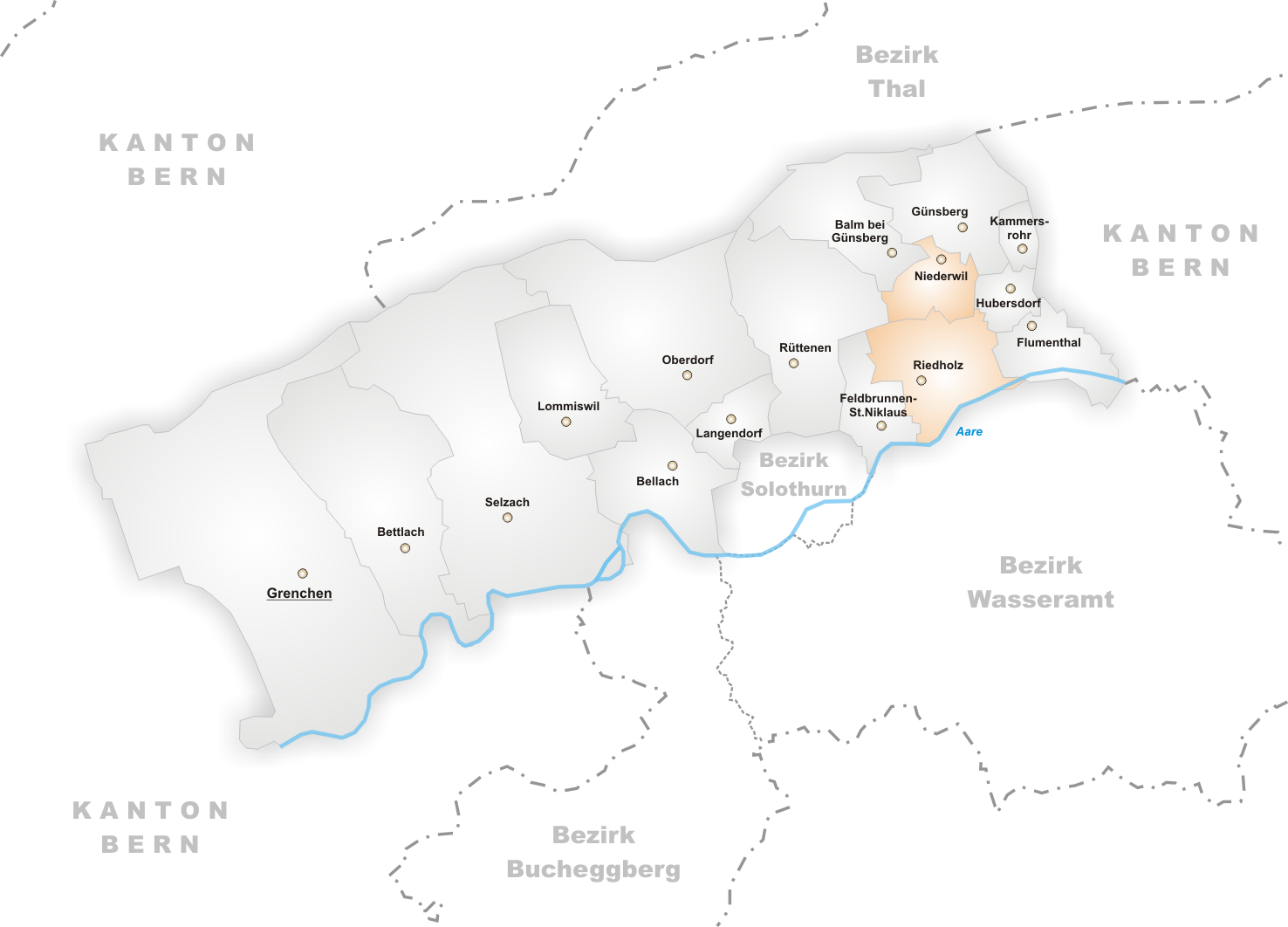
Comunas hasta 2010

### Fusiones
- 2011: Niederwil y Riedholz → Riedholz